# Karen Goetze
Karen Goetze (née le 16 février 1976 à Trappes) est une athlète française, spécialiste des courses de demi-fond.

## Biographie
Elle est sacrée championne de France du 800 mètres en 1997 à Fort-de-France.
Elle remporte la médaille d'or des Jeux de la Francophonie de 1997 à Antananarivo à Madagascar.